# タバコ市

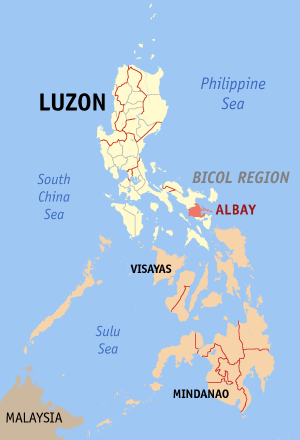
アルバイ州

タバコ市（Tabaco City）は、フィリピン北部ビコル地方（Bicol Region, Region V）のアルバイ州にある都市で、この地域の象徴であるマヨン山の北に位置する。東のサンミゲル島は、そのほとんどがタバコ市の管轄に置かれる。

## 経済
経済は、農業にまだかなり依存している。主な収穫は、米、トウモロコシ、野菜、ココナッツ、マニラ麻で、豚の飼育も主力産業である。面積は117.14km2、人口は107,166人（2000年）である。